# Калюс (Україна)
Калюс — історичне містечко, у радянський період село в Новоушицькому районі Хмельницької області. Затоплене Дністровським водосховищем внаслідок будівництва Дністровської ГЕС. Рішенням облвиконкому від 27 жовтня 1981 року виключено з облікових даних. Було розташоване біля сучасного села Рудківці в долині річки Калюс при її впадінні у р. Дністер.

## Історія
Калюс — літописне місто, згадане разом з Бакотою і Ушицею в Галицько-Волинському літописі як місто придністровського Пониззя — крайній південно-східний центр (фортеця) Галицько-Волинської Русі.
| | \| Весна 1242. Данило тим часом, прагнучи встановити лад у [Галицькій] землі, поїхав до [городів] Бакоти і Каліуса…[1]. \| |
| Весна 1242. Данило тим часом, прагнучи встановити лад у [Галицькій] землі, поїхав до [городів] Бакоти і Каліуса…. | |

Пізніше місто Подільської губернії, Ушицького повіту.
У старовину місто Калюс було другим по величині в Середньому Подністров'ї. Хоч перша літописна згадка про Калюс відноситься до 1242 року, проте археологічний матеріал дає підстави стверджувати, що це місто існувало в XII-ХІІІ ст., і на той час відігравало важливу роль. Калюс знаходився на невеликій відстані від Бакоти і теж брав безпосередню участь у тогочасній торгівлі, так як місто безпосередньо зв'язане з береговою лінією Дністра. Можливо, що купцям, які суходолом або по Дністру везли свої товари на південь чи навпаки, доводилось проходити Калюс, де з купців ймовірно збирався якийсь податок. Можливо купці закупляли якійсь товари або продукти в даних місцях з метою перепродажу в інших містах. Цей факт може бути ймовірним, так як в даному регіоні жителі активно займались землеробством і ремеслом, про що свідчать знайдені під час археологічних розкопок численні знахідки ремісничих виробів.
У першій половині нової ери існувало черняхівське поселення, на території якого до кінця XIX століття зберігалася кам'яна статуя (Калюський ідол).
З 1240 року знаходиться під владою татар в складі Подільського улусу Золотої Орди. 
З 1363 року у складі Литовсько-Руської держави і Речі Посполитої. 
1793 року по 2-му поділу Речі Посполитої відійшло до Російської імперії. З 1795 року в складі Ушицького повіту Подільської губернії.
- Історичні події

15 грудня 1656 р. (у січні 1657 р. [Архівовано 24 вересня 2015 у Wayback Machine.]) Калюс був вирізаний польським військом.

14—15 квітня 1769 року біля Калюса (у напрямку с. Непоротове) переправлялася 1-а російська армія князя О. М. Голіцина для осади Хотина.

20 серпня 1942 року під час нацистської окупації у Калюсі було вбито 540 євреїв.

### Населення та історія господарства
У 1431 р. належало калюському дідичу — Яну Цьолку, якому польський король Владислав Ягайло записав 100 гривень на село.
В 1795 належало поміщикам Ліпінським, а пізніше Сарнецьким.
У 1809 році в Калюсі заснована єврейська друкарня. Перша, наскільки відомо, книга випущена  в 1809-10 рр. [Архівовано 17 листопада 2016 у Wayback Machine.]
У 1852—1862 рр.. вартість товарів, завантажених в порту Калюса склала 138315 крб., що становило 20 % від всього торговельно-транспортного обороту на подільських пристанях  [Архівовано 23 травня 2013 у Wayback Machine.].
У 1889 році. Населення — 3180 душ (62,6 % євреї). Садиб — 389. Одна церква, 1 костьол, 1 синагога, 2 єврейських молитовних доми. Однокласне народне училище з двома вчителями і 40 учнями обох статей. Один виноробний завод, 2 водяних млина, пристань, дві поромні переправи через Дністер. Ремісників — 26. Аптека, поштове відділення, станова квартира, волосне правління. 26 базарних днів у році.
У 1898 р. в описі землеволодінь Подільської губернії відзначено, що містечко Калюс разом із Рудківцями, Горячинцями і Куражиним належало дружині полковника царської армії Алі Шейх-Алі  (учасника російсько-турецької війни 1877—1878 р., пізніше генерал-майора) — Ульме Гульшус-Сеїд-Гіреєвні Шейх-Алі (Умму Гульсум Сеид Гиреевна, у девичестве Тевкелева). Усієї землі в маєтку 3068 д., у тому числі садибної 88 д., орної 1420 д., лісу 880 д., вигонів 480 д., непридатних 200 д. Керуючий маєтком — Юліан Юліанович Рудзкий жив у Калюсі.
1899 — Дворів — 393, жителів — 2713; 4 ярмарки в рік, церква св. Миколая, пристань, синагога, лавки, винокурний завод, млин; виноградник з 20 тис. лоз. Місто належало полковнику Шейх Алі. Одне з важливих місць подільських фосфоритів.
У 1913 році у волосному містечку Калюс було 5248 жителів. Були банк, сільське однокласне училище, поштово-телеграфне відділення, вільно-пожарна дружина, винокурний завод, водяний млин, 3 аптеки, 5 бакалійних лавок, 4 крамниці мануфактури, 1 — шкіряних товарів, 3 лісних склади, торгівля борошном, рибою, зерном. Врач, акушерка. Базар один на два тижні.
У 1921 р. в м. Калюс створено одну із перших комун у тогочасному Ушицькому повіті.

### Репресії радянської влади
| | \| - Богослов Афанасій Прокопович, 1886 р., с. Калюс, українець, малописьменний, колгоспник. Заарештований 14.12.37. Звинувачення: контрреволюційна діяльність. НКВС СРСР 02.02.38 засуджений до розстрілу. Вирок виконаний 27.02.38. Реабілітований прокуратурою Хмельницької обл. 13.10.89. (П — 20983, ДАХмО). - Бурденюк Василь Михайлович, 1904 р., с. Калюс, українець, малописьменний, селянин-одноосібник. Кам’янець-Подільським окрвідділом ДПУ як пособника шпигунів і диверсантів 19.03.30 висланий у Північний край. Реабілітований прокуратурою Хмельницької обл. 24.04.98. (П — 4582, архів УСБУ). - Бурдунюк Григорій Михайлович, 1892 р., с. Калюс, українець, неписьменний, селянин-одноосібник. У 1929 р. як соціально небезпечний елемент висланий у Алтайський край. Реабілітований згідно з Законом України від 17.04.91. (Ріш. райкомісії від 11.04.2002). - Бушовська Ганна Олександрівна, 1911 р., с. Калюс, українка, малописьменна, селянка-одноосібниця. УНКВС Вінницької обл. 27.11.34 як неблагонадійний елемент вислана в біломорсько-балтійські табори. Реабілітована згідно з Законом України від 17.04.91. (П — 3208, архів УМВС). - Бушовська Ольга Василівна, 1930 р., с. Калюс, українка, утриманка. УНКВС Вінницької обл. 27.11.34 вислана разом з батьками в біломорсько-балтійські табори. Померла на спецпоселенні 08.01.35 Реабілітована згідно з Законом України від 17.04.91. (П — 3208, архів УМВС). - Бушовський Василь Максимович, 1906 р., с. Калюс, українець, малописьменний, селянин-одноосібник. УНКВС Вінницької обл. 27.11.34 як неблагонадійний елемент висланий у біломорсько-балтійські табори. Реабілітований згідно з Законом України від 17.04.91. (П — 3208, архів УМВС). - Бушовський Борис Васильович, 1927 р., с. Калюс, українець, утриманець. УНКВС Вінницької обл. 27.11.34 висланий разом з батьками в біломорсько-балтійські табори. Реабілітований згідно з Законом України від 17.04.91. (П — 3208, архів УМВС). - Вашеняк Ганна Петрівна, 1890 р., с. Берново (Бессарабія), українка, неписьменна. Проживала в с. Калюс, домогосподарка. Заарештована 17.12.37. Звинувачення: антирадянська агітація. Кам’янець-Подільським прикордонним загоном 08.07.38 справу припинено, з-під варти звільнена. Реабілітована прокуратурою Хмельницької обл. 23.12.98. (П — 1647, ДАХмО). - Вознюк Іван Федорович, 1899 р., с. Калюс, українець, освіта початкова, бухгалтер колгоспу. Заарештований 01.01.35. Звинувачення: антирадянська агітація. Кам’янець-Подільським прикордонним загоном 31.03.36 справу припинено, з-під варти звільнений. Реабілітований прокуратурою Хмельницької обл. 30.12.98. (П — 1880, ДАХмО). - Вознюк Микола Павлович, 1922 р., с. Калюс, українець, освіта семирічна, військовослужбовець. Заарештований 04.11.42. Звинувачення: антирадянська агітація, намір перейти на бік противника. Військтрибуналом 173-ї стрілецької дивізії 26.11.42 засуджений до розстрілу. Вирок виконаний 01.12.42. Реабілітований прокуратурою Хмельницької обл. 12.03.97. (П — 29807, архів УСБУ). - Гаджук Ксенія Федорівна, 1899 р., с. Калюс, українка, неписьменна, колгоспниця. Заарештована 13.09.37. Звинувачення: шпигунство. НКВС і Прокурором СРСР 09.12.37 засуджена до розстрілу. Вирок виконаний 22.12.37. Реабілітована прокуратурою Хмельницької обл. 27.04.89. (П — 17480, архів УСБУ). - Геровський Петро Севастянович, 1885 р. н., с. Калюс, теп. Новоушицького р-ну Хмельницької обл., прож. с. Велика Кісниця Ямільського р-ну, українець, колгоспник. Звинувач. за ст. 54–1 «а» КК УРСР. За рішенням Нарк. ВС і Прокур. СРСР 14.01.1938 ув’язн. на 10 р. ВТТ. Реабіл. 28.11.1989. - Гоменюк Іван Петрович, 1905 р. н., с. Калюс Новоушицького р-ну, теп. Хмельницької обл., прож. м. Жмеринка, українець, із селян, освіта неповна середня, пожежник, одруж. Арешт. 03.02.1933. Звинувач. за ст. 54–10 КК УСРР. За постановою прокурора Жмеринської дільниці справа припинена 14.04.1933. - Гринчак Михайло Митрофанович, 1884 р., с. Калюс, українець, малописьменний. Проживав у с. Вільховець, селянин-одноосібник. Заарештований 17.02.38. Звинувачення: контрреволюційна агітація. Трійкою УНКВС Кам’янець-Подільської обл. 05.05.38 засуджений до розстрілу. Вирок виконаний. Реабілітований прокуратурою Хмельницької обл. 05.12.89. (П — 22092, архів УСБУ). - Дейбук Ганна Феодосіївна, 1871 р., с. Калюс, українка, неписьменна, селянка-одноосібниця. Заарештована 25.05.28. Звинувачення: шпигунство. Прокуратурою 14.08.28 справу припинено, з-під варти звільнена. Реабілітована прокуратурою Хмельницької обл. 24.04.98. (П — 4582, архів УСБУ). - Дунаєвський Іван Феодосійович, 1915 р., с. Калюс, українець, освіта неповна середня, військовослужбовець. Заарештований 18.08.41. Звинувачення: антирадянська агітація. Військтрибуналом Чорноморського флоту 21.08.41 засуджений на 10 років позбавлення волі у ВТТ з пораженням прав на 5 років. Реабілітований прокуратурою Хмельницької обл. 03.07.97. (П — 30119, архів УСБУ). - Жмурко Іван Євстахійович, 1891 р., хут. Малий Берег Калюської сільради, українець, неписьменний, колгоспник. Заарештований 23.12.34. Звинувачення: контрреволюційна діяльність. Особливою нарадою НКВС СРСР 03.06.35 засуджений на 5 років позбавлення волі у ВТТ. Реабілітований президією Хмельницького облсуду 23.12.88. (П — 16973, ДАХмО). - Зільбер Лейба Іхельович, 1887 р., с. Калюс, єврей, освіта початкова, ювелір. Заарештований 17.09.37. Звинувачення: антирадянська агітація. Спецколегією Вінницького облсуду 23.12.37 засуджений на 6 років позбавлення волі з пораженням прав на 3 роки. Реабілітований Пленумом Верховного Суду СРСР 14.04.89. (П — 19603, архів УСБУ). - Золотонос Костянтин Іванович, 1894 р., с. Калюс, українець, малописьменний, сторож тютюнової фабрики. Заарештований 21.10.37. Звинувачення: зрада Батьківщини. Особливою нарадою НКВС СРСР 14.12.37 засуджений на 10 років позбавлення волі у ВТТ. Реабілітований прокуратурою Хмельницької обл. 28.04.89. (П — 17602, ДАХмО). - Кам’янчук Афтеній Романович, 1886 р., с. Калюс, українець, неписьменний, селянин-одноосібник. Заарештований 22.10.37. Звинувачення: антирадянська діяльність. Трійкою УНКВС Кам’янець-Подільської обл. 06.11.37 засуджений до розстрілу. Вирок виконаний 16.11.37. Реабілітований прокуратурою Хмельницької обл. 14.09.89. (П — 20546, архів УСБУ). - Ковальський Василь Павлович, 1898 р., с. Калюс, українець, малописьменний, військовослужбовець. Заарештований 03.03.20. Звинувачення: контрреволюційна агітація. Особливим відділом 12-ї армії 05.03.20 з-під варти звільнений. Реабілітований прокуратурою Хмельницької обл. 30.04.98. (П — 4662, архів УСБУ). - Колісник Ксенія Іванівна, 1907 р., с. Гарячинці, українка, малописьменна. Проживала в с. Калюс, колгоспниця. Заарештована 23.08.37. Звинувачення: зрада Батьківщини. Особливою нарадою НКВС СРСР 10.12.37 засуджена на 10 років позбавлення волі у ВТТ. Реабілітована військтрибуналом Прикарпатського ВО 18.03.58. (П — 5639, ДАХмО). - Колісник Микола Григорович, 1907 р., с. Калюс, українець, малописьменний, швець. Заарештований 24.08.37. Звинувачення: зрада Батьківщини. НКВС і Прокурором СРСР 09.12.37 засуджений до розстрілу. Вирок виконаний 22.12.37. Реабілітований військтрибуналом Прикарпатського ВО 18.03.58. (П — 5639, ДАХмО). - Кульчицький Іларіон Іванович, 1882 р., с. Калюс, українець, неписьменний. Проживав у с. Вільховець, селянин-одноосібник. У 1934 р. за антирадянську пропаганду висланий у Карелію. Реабілітований згідно з Законом України від 17.04.91. (Ріш. райкомісії від 03.04.92). - Куперман Герш Лейбович, 1905 р., с. Миньківці Дунаєвецького р-ну, єврей, освіта початкова. Проживав у с. Калюс, бухгалтер тютюнової промартілі. Заарештований 02.01.38. Звинувачення: контрреволюційна діяльність. Трійкою УНКВС Кам’янець-Подільської обл. 28.03.38 засуджений до розстрілу. Вирок виконаний 06.04.38. Реабілітований прокуратурою Хмельницької обл. 20.10.89. (П — 21073, ДАХмО). - Лернер Шмуль Хаїмович, 1908 р., с. Миньківці Дунаєвецького р-ну, єврей, освіта початкова, член з ВКП (б) до 1935 р. Проживав у с. Калюс, колгоспник. Заарештований 05.07.37. Звинувачення: антирадянська агітація. Колегією Вінницького облсуду 20.10.37 засуджений на 8 років позбавлення волі у ВТТ з пораженням прав на 3 роки. Реабілітований Пленумом Верховного Суду УРСР 16.06.89. (П — 21922, архів УСБУ). - Маковійчук Олексій Степанович, 1894 р., с. Калюс, українець, малописьменний, колгоспник. Заарештований 09.09.37. Звинувачення: контрреволюційна діяльність. Трійкою УНКВС Кам’янець-Подільської обл. 15.11.37 засуджений на 10 років позбавлення волі. Реабілітований військпрокуратурою Прикарпатського ВО 30.12.89. (П — 24703, архів УСБУ). - Маковійчук Андрій Кирилович, 1898 р., с. Калюс, українець, освіта початкова, виключений з КП (б) У. Проживав у смт Нова Ушиця, інспектор райощадкаси. Заарештований 07.05.38. Звинувачення: член “ПОВ”. Трійкою УНКВС Кам’янець-Подільської обл. 28.09.38 засуджений до розстрілу. Вирок виконаний. Реабілітований військтрибуналом Прикарпатського ВО 17.06.58. (П — 6208, ДАХмО). - Марцинюк Дмитро Прокопович, 1890 р., с. Калюс, українець, малописьменний, селянин-одноосібник. Кам’янець-Подільським окрвідділом ДПУ УРСР 19.03.30 як пособник диверсантів і шпигунів висланий у Північний край. Реабілітований згідно з Законом України від 17.04.91. (П — 4556, архів УМВС). - Миронюк Яків Григорович, 1899 р., с. Калюс, українець, малописьменний, колгоспник. Заарештований 15.10.37. Звинувачення: шпигунство. НКВС і Прокурором СРСР 14.11.37 засуджений до розстрілу. Вирок виконаний 05.12.37. Реабілітований військпрокуратурою Прикарпатського ВО 30.06.89. (П — 22809, ДАХмО). - Молокопій Юстин Іванович, 1882 р., с. Калюс, українець, неписьменний, колгоспник. Заарештований 23.08.37. Звинувачення: антирадянська агітація. Трійкою УНКВС Кам’янець-Подільської обл. 19.10.37 засуджений на 10 років позбавлення волі у ВТТ. Реабілітований прокуратурою Хмельницької обл. 28.11.91. (П — 2970, ДАХмО). - Молокопій Дементій Іванович, 1885 р., с. Калюс, українець, неписьменний, селянин-одноосібник. Заарештований 30.09.37. Звинувачення: антирадянська агітація. Трійкою УНКВС Кам’янець-Подільської обл. 20.10.37 засуджений на 10 років позбавлення волі у ВТТ. Реабілітований прокуратурою Хмельницької обл. 12.06.98. (П — 2968, ДАХмО). - Московчук Макар Остапович, 1906 р., с. Калюс, українець, малописьменний, колгоспник. Заарештований 13.09.38. Звинувачення: зрада Батьківщини. УДБ НКВС Кам’янець-Подільської обл. 01.04.39 справу припинено, з-під варти звільнений. Реабілітований прокуратурою Хмельницької обл. 28.09.98. (П — 622, ДАХмО). - Московчук Сидір Кирилович, 1876 р., с. Калюс, українець, неписьменний, селянин-одноосібник. Заарештований 19.12.37. Звинувачення: антирадянська агітація. Кам’янець-Подільським прикордонним загоном 07.03.39 справу припинено, з-під варти звільнений. Реабілітований прокуратурою Хмельницької обл. 30.12.98. (П — 1491, ДАХмО). - Нагорняк Іван Йосипович, 1903 р., с. Калюс, українець, малописьменний, колгоспник. Заарештований 15.10.37. Звинувачення: антирадянська агітація. Особливою нарадою НКВС СРСР 14.12.37 засуджений на 10 років позбавлення волі у ВТТ. Помер в ув’язненні 22.09.43. Реабілітований прокуратурою Хмельницької обл. 31.10.89. (П — 21363, ДАХмО). - Пшеничко Омелян Федорович, 1898 р., с. Калюс, українець, малописьменний, колгоспник. Заарештований 28.10.33. Звинувачення: нелегальний перехід кордону, шпигунство. Трійкою колегії ДПУ 22.02.34 засуджений на 3 роки позбавлення волі у ВТТ. Реабілітований військпрокуратурою Прикарпатського ВО 30.06.89. (П — 22221, ДАХмО). - Струнк Митрофан, 1886 р., м. Кам’янець-Подільський, українець, малописьменний. Проживав у с. Калюс, селянин-одноосібник. Заарештований 12.05.19. Звинувачення: контрреволюційна діяльність. Новоушицькою повітовою чека 02.06.19 з-під варти звільнений. Реабілітований прокуратурою Хмельницької обл. 30.04.98. (П — 4663, ДАХмО). - Сусляк Арсеній Іванович, 1890 р., с. Гарячинці, українець, малописьменний. Проживав у с. Калюс, колгоспник. Заарештований 24.08.37. Звинувачення: шпигунство. НКВС і Прокурором СРСР 09.12.37 засуджений до розстрілу. Вирок виконаний 22.12.37. Реабілітований військтрибуналом Прикарпатського ВО 18.03.58. (П — 5639, ДАХмО). - Сусляк Микола Никифорович, 1906 р., с. Калюс, українець, малописьменний, колгоспник. Заарештований 07.10.37. Звинувачення: антирадянська агітація. Кам’янець-Подільським прикордонним загоном НКВС 28.11.37 справу припинено, з-під варти звільнений. Реабілітований прокуратурою Хмельницької обл. 31.08.98. (П — 2704, ДАХмО). - Сусляков Олексій Іванович, 1910 р., с. Калюс, українець, освіта початкова, військовослужбовець. Заарештований 28.11.42. Звинувачення: антирадянська агітація. Особливим відділом НКВС 314-ї стрілецької дивізії 11.01.43 справу припинено, з-під варти звільнений. Реабілітований прокуратурою Хмельницької обл. 22.12.97. (П — 15453, ДАХмО). - Трохимчук Аверкій Дмитрович, 1901 р., с. Новосілки Рівненського пов. Волинської губ., українець, освіта середня спеціальна. Проживав у с. Калюс, агроном. Заарештований 22.01.25. Звинувачення: член контрреволюційної організації. Надзвичайною сесією Подільського губернського суду 23.05.25 справу припинено. Реабілітований прокуратурою Хмельницької обл. 05.01.98. (П — 11159, архів УСБУ). - Харіф Арон Ісаакович, 1907 р., с. Калюс, єврей, освіта середня спеціальна, військовослужбовець, член ВКП(б). Заарештований 21.10.49. Звинувачення: антирадянська агітація. Військтрибуналом Таврійського ВО 14.02.50 засуджений на 10 років позбавлення волі у ВТТ. Реабілітований Пленумом Верховного Суду СРСР 06.05.64. (П — 15504, архів УСБУ). - Харіф Герш Лейбович, 1893 р., с. Калюс, єврей, освіта початкова, бухгалтер тютюнової фабрики. Заарештований 20.03.38. Звинувачення: антирадянська агітація. Новоушицьким райвідділом НКВС 11.03.39 справу припинено, з-під варти звільнений. Реабілітований прокуратурою Хмельницької обл. 29.05.98. (П — 4048, ДАХмО). - Шойхет Петро Семенович, 1903 р., с. Калюс, єврей, освіта середня, військовослужбовець, член ВКП(б) до 1937 р. Заарештований 19.12.37. Звинувачення: член антирадянської диверсійно-шкідницької організації. Особливою колегією Верхового Суду СРСР 21.04.38 засуджений до розстрілу. Вирок виконаний. Реабілітований військколегією Верховного Суду СРСР 01.10.57. (П — 12000, ДАХмО). \| |
| - Богослов Афанасій Прокопович, 1886 р., с. Калюс, українець, малописьменний, колгоспник. Заарештований 14.12.37. Звинувачення: контрреволюційна діяльність. НКВС СРСР 02.02.38 засуджений до розстрілу. Вирок виконаний 27.02.38. Реабілітований прокуратурою Хмельницької обл. 13.10.89. (П — 20983, ДАХмО). - Бурденюк Василь Михайлович, 1904 р., с. Калюс, українець, малописьменний, селянин-одноосібник. Кам’янець-Подільським окрвідділом ДПУ як пособника шпигунів і диверсантів 19.03.30 висланий у Північний край. Реабілітований прокуратурою Хмельницької обл. 24.04.98. (П — 4582, архів УСБУ). - Бурдунюк Григорій Михайлович, 1892 р., с. Калюс, українець, неписьменний, селянин-одноосібник. У 1929 р. як соціально небезпечний елемент висланий у Алтайський край. Реабілітований згідно з Законом України від 17.04.91. (Ріш. райкомісії від 11.04.2002). - Бушовська Ганна Олександрівна, 1911 р., с. Калюс, українка, малописьменна, селянка-одноосібниця. УНКВС Вінницької обл. 27.11.34 як неблагонадійний елемент вислана в біломорсько-балтійські табори. Реабілітована згідно з Законом України від 17.04.91. (П — 3208, архів УМВС). - Бушовська Ольга Василівна, 1930 р., с. Калюс, українка, утриманка. УНКВС Вінницької обл. 27.11.34 вислана разом з батьками в біломорсько-балтійські табори. Померла на спецпоселенні 08.01.35 Реабілітована згідно з Законом України від 17.04.91. (П — 3208, архів УМВС). - Бушовський Василь Максимович, 1906 р., с. Калюс, українець, малописьменний, селянин-одноосібник. УНКВС Вінницької обл. 27.11.34 як неблагонадійний елемент висланий у біломорсько-балтійські табори. Реабілітований згідно з Законом України від 17.04.91. (П — 3208, архів УМВС). - Бушовський Борис Васильович, 1927 р., с. Калюс, українець, утриманець. УНКВС Вінницької обл. 27.11.34 висланий разом з батьками в біломорсько-балтійські табори. Реабілітований згідно з Законом України від 17.04.91. (П — 3208, архів УМВС). - Вашеняк Ганна Петрівна, 1890 р., с. Берново (Бессарабія), українка, неписьменна. Проживала в с. Калюс, домогосподарка. Заарештована 17.12.37. Звинувачення: антирадянська агітація. Кам’янець-Подільським прикордонним загоном 08.07.38 справу припинено, з-під варти звільнена. Реабілітована прокуратурою Хмельницької обл. 23.12.98. (П — 1647, ДАХмО). - Вознюк Іван Федорович, 1899 р., с. Калюс, українець, освіта початкова, бухгалтер колгоспу. Заарештований 01.01.35. Звинувачення: антирадянська агітація. Кам’янець-Подільським прикордонним загоном 31.03.36 справу припинено, з-під варти звільнений. Реабілітований прокуратурою Хмельницької обл. 30.12.98. (П — 1880, ДАХмО). - Вознюк Микола Павлович, 1922 р., с. Калюс, українець, освіта семирічна, військовослужбовець. Заарештований 04.11.42. Звинувачення: антирадянська агітація, намір перейти на бік противника. Військтрибуналом 173-ї стрілецької дивізії 26.11.42 засуджений до розстрілу. Вирок виконаний 01.12.42. Реабілітований прокуратурою Хмельницької обл. 12.03.97. (П — 29807, архів УСБУ). - Гаджук Ксенія Федорівна, 1899 р., с. Калюс, українка, неписьменна, колгоспниця. Заарештована 13.09.37. Звинувачення: шпигунство. НКВС і Прокурором СРСР 09.12.37 засуджена до розстрілу. Вирок виконаний 22.12.37. Реабілітована прокуратурою Хмельницької обл. 27.04.89. (П — 17480, архів УСБУ). - Геровський Петро Севастянович, 1885 р. н., с. Калюс, теп. Новоушицького р-ну Хмельницької обл., прож. с. Велика Кісниця Ямільського р-ну, українець, колгоспник. Звинувач. за ст. 54–1 «а» КК УРСР. За рішенням Нарк. ВС і Прокур. СРСР 14.01.1938 ув’язн. на 10 р. ВТТ. Реабіл. 28.11.1989. - Гоменюк Іван Петрович, 1905 р. н., с. Калюс Новоушицького р-ну, теп. Хмельницької обл., прож. м. Жмеринка, українець, із селян, освіта неповна середня, пожежник, одруж. Арешт. 03.02.1933. Звинувач. за ст. 54–10 КК УСРР. За постановою прокурора Жмеринської дільниці справа припинена 14.04.1933. - Гринчак Михайло Митрофанович, 1884 р., с. Калюс, українець, малописьменний. Проживав у с. Вільховець, селянин-одноосібник. Заарештований 17.02.38. Звинувачення: контрреволюційна агітація. Трійкою УНКВС Кам’янець-Подільської обл. 05.05.38 засуджений до розстрілу. Вирок виконаний. Реабілітований прокуратурою Хмельницької обл. 05.12.89. (П — 22092, архів УСБУ). - Дейбук Ганна Феодосіївна, 1871 р., с. Калюс, українка, неписьменна, селянка-одноосібниця. Заарештована 25.05.28. Звинувачення: шпигунство. Прокуратурою 14.08.28 справу припинено, з-під варти звільнена. Реабілітована прокуратурою Хмельницької обл. 24.04.98. (П — 4582, архів УСБУ). - Дунаєвський Іван Феодосійович, 1915 р., с. Калюс, українець, освіта неповна середня, військовослужбовець. Заарештований 18.08.41. Звинувачення: антирадянська агітація. Військтрибуналом Чорноморського флоту 21.08.41 засуджений на 10 років позбавлення волі у ВТТ з пораженням прав на 5 років. Реабілітований прокуратурою Хмельницької обл. 03.07.97. (П — 30119, архів УСБУ). - Жмурко Іван Євстахійович, 1891 р., хут. Малий Берег Калюської сільради, українець, неписьменний, колгоспник. Заарештований 23.12.34. Звинувачення: контрреволюційна діяльність. Особливою нарадою НКВС СРСР 03.06.35 засуджений на 5 років позбавлення волі у ВТТ. Реабілітований президією Хмельницького облсуду 23.12.88. (П — 16973, ДАХмО). - Зільбер Лейба Іхельович, 1887 р., с. Калюс, єврей, освіта початкова, ювелір. Заарештований 17.09.37. Звинувачення: антирадянська агітація. Спецколегією Вінницького облсуду 23.12.37 засуджений на 6 років позбавлення волі з пораженням прав на 3 роки. Реабілітований Пленумом Верховного Суду СРСР 14.04.89. (П — 19603, архів УСБУ). - Золотонос Костянтин Іванович, 1894 р., с. Калюс, українець, малописьменний, сторож тютюнової фабрики. Заарештований 21.10.37. Звинувачення: зрада Батьківщини. Особливою нарадою НКВС СРСР 14.12.37 засуджений на 10 років позбавлення волі у ВТТ. Реабілітований прокуратурою Хмельницької обл. 28.04.89. (П — 17602, ДАХмО). - Кам’янчук Афтеній Романович, 1886 р., с. Калюс, українець, неписьменний, селянин-одноосібник. Заарештований 22.10.37. Звинувачення: антирадянська діяльність. Трійкою УНКВС Кам’янець-Подільської обл. 06.11.37 засуджений до розстрілу. Вирок виконаний 16.11.37. Реабілітований прокуратурою Хмельницької обл. 14.09.89. (П — 20546, архів УСБУ). - Ковальський Василь Павлович, 1898 р., с. Калюс, українець, малописьменний, військовослужбовець. Заарештований 03.03.20. Звинувачення: контрреволюційна агітація. Особливим відділом 12-ї армії 05.03.20 з-під варти звільнений. Реабілітований прокуратурою Хмельницької обл. 30.04.98. (П — 4662, архів УСБУ). - Колісник Ксенія Іванівна, 1907 р., с. Гарячинці, українка, малописьменна. Проживала в с. Калюс, колгоспниця. Заарештована 23.08.37. Звинувачення: зрада Батьківщини. Особливою нарадою НКВС СРСР 10.12.37 засуджена на 10 років позбавлення волі у ВТТ. Реабілітована військтрибуналом Прикарпатського ВО 18.03.58. (П — 5639, ДАХмО). - Колісник Микола Григорович, 1907 р., с. Калюс, українець, малописьменний, швець. Заарештований 24.08.37. Звинувачення: зрада Батьківщини. НКВС і Прокурором СРСР 09.12.37 засуджений до розстрілу. Вирок виконаний 22.12.37. Реабілітований військтрибуналом Прикарпатського ВО 18.03.58. (П — 5639, ДАХмО). - Кульчицький Іларіон Іванович, 1882 р., с. Калюс, українець, неписьменний. Проживав у с. Вільховець, селянин-одноосібник. У 1934 р. за антирадянську пропаганду висланий у Карелію. Реабілітований згідно з Законом України від 17.04.91. (Ріш. райкомісії від 03.04.92). - Куперман Герш Лейбович, 1905 р., с. Миньківці Дунаєвецького р-ну, єврей, освіта початкова. Проживав у с. Калюс, бухгалтер тютюнової промартілі. Заарештований 02.01.38. Звинувачення: контрреволюційна діяльність. Трійкою УНКВС Кам’янець-Подільської обл. 28.03.38 засуджений до розстрілу. Вирок виконаний 06.04.38. Реабілітований прокуратурою Хмельницької обл. 20.10.89. (П — 21073, ДАХмО). - Лернер Шмуль Хаїмович, 1908 р., с. Миньківці Дунаєвецького р-ну, єврей, освіта початкова, член з ВКП (б) до 1935 р. Проживав у с. Калюс, колгоспник. Заарештований 05.07.37. Звинувачення: антирадянська агітація. Колегією Вінницького облсуду 20.10.37 засуджений на 8 років позбавлення волі у ВТТ з пораженням прав на 3 роки. Реабілітований Пленумом Верховного Суду УРСР 16.06.89. (П — 21922, архів УСБУ). - Маковійчук Олексій Степанович, 1894 р., с. Калюс, українець, малописьменний, колгоспник. Заарештований 09.09.37. Звинувачення: контрреволюційна діяльність. Трійкою УНКВС Кам’янець-Подільської обл. 15.11.37 засуджений на 10 років позбавлення волі. Реабілітований військпрокуратурою Прикарпатського ВО 30.12.89. (П — 24703, архів УСБУ). - Маковійчук Андрій Кирилович, 1898 р., с. Калюс, українець, освіта початкова, виключений з КП (б) У. Проживав у смт Нова Ушиця, інспектор райощадкаси. Заарештований 07.05.38. Звинувачення: член “ПОВ”. Трійкою УНКВС Кам’янець-Подільської обл. 28.09.38 засуджений до розстрілу. Вирок виконаний. Реабілітований військтрибуналом Прикарпатського ВО 17.06.58. (П — 6208, ДАХмО). - Марцинюк Дмитро Прокопович, 1890 р., с. Калюс, українець, малописьменний, селянин-одноосібник. Кам’янець-Подільським окрвідділом ДПУ УРСР 19.03.30 як пособник диверсантів і шпигунів висланий у Північний край. Реабілітований згідно з Законом України від 17.04.91. (П — 4556, архів УМВС). - Миронюк Яків Григорович, 1899 р., с. Калюс, українець, малописьменний, колгоспник. Заарештований 15.10.37. Звинувачення: шпигунство. НКВС і Прокурором СРСР 14.11.37 засуджений до розстрілу. Вирок виконаний 05.12.37. Реабілітований військпрокуратурою Прикарпатського ВО 30.06.89. (П — 22809, ДАХмО). - Молокопій Юстин Іванович, 1882 р., с. Калюс, українець, неписьменний, колгоспник. Заарештований 23.08.37. Звинувачення: антирадянська агітація. Трійкою УНКВС Кам’янець-Подільської обл. 19.10.37 засуджений на 10 років позбавлення волі у ВТТ. Реабілітований прокуратурою Хмельницької обл. 28.11.91. (П — 2970, ДАХмО). - Молокопій Дементій Іванович, 1885 р., с. Калюс, українець, неписьменний, селянин-одноосібник. Заарештований 30.09.37. Звинувачення: антирадянська агітація. Трійкою УНКВС Кам’янець-Подільської обл. 20.10.37 засуджений на 10 років позбавлення волі у ВТТ. Реабілітований прокуратурою Хмельницької обл. 12.06.98. (П — 2968, ДАХмО). - Московчук Макар Остапович, 1906 р., с. Калюс, українець, малописьменний, колгоспник. Заарештований 13.09.38. Звинувачення: зрада Батьківщини. УДБ НКВС Кам’янець-Подільської обл. 01.04.39 справу припинено, з-під варти звільнений. Реабілітований прокуратурою Хмельницької обл. 28.09.98. (П — 622, ДАХмО). - Московчук Сидір Кирилович, 1876 р., с. Калюс, українець, неписьменний, селянин-одноосібник. Заарештований 19.12.37. Звинувачення: антирадянська агітація. Кам’янець-Подільським прикордонним загоном 07.03.39 справу припинено, з-під варти звільнений. Реабілітований прокуратурою Хмельницької обл. 30.12.98. (П — 1491, ДАХмО). - Нагорняк Іван Йосипович, 1903 р., с. Калюс, українець, малописьменний, колгоспник. Заарештований 15.10.37. Звинувачення: антирадянська агітація. Особливою нарадою НКВС СРСР 14.12.37 засуджений на 10 років позбавлення волі у ВТТ. Помер в ув’язненні 22.09.43. Реабілітований прокуратурою Хмельницької обл. 31.10.89. (П — 21363, ДАХмО). - Пшеничко Омелян Федорович, 1898 р., с. Калюс, українець, малописьменний, колгоспник. Заарештований 28.10.33. Звинувачення: нелегальний перехід кордону, шпигунство. Трійкою колегії ДПУ 22.02.34 засуджений на 3 роки позбавлення волі у ВТТ. Реабілітований військпрокуратурою Прикарпатського ВО 30.06.89. (П — 22221, ДАХмО). - Струнк Митрофан, 1886 р., м. Кам’янець-Подільський, українець, малописьменний. Проживав у с. Калюс, селянин-одноосібник. Заарештований 12.05.19. Звинувачення: контрреволюційна діяльність. Новоушицькою повітовою чека 02.06.19 з-під варти звільнений. Реабілітований прокуратурою Хмельницької обл. 30.04.98. (П — 4663, ДАХмО). - Сусляк Арсеній Іванович, 1890 р., с. Гарячинці, українець, малописьменний. Проживав у с. Калюс, колгоспник. Заарештований 24.08.37. Звинувачення: шпигунство. НКВС і Прокурором СРСР 09.12.37 засуджений до розстрілу. Вирок виконаний 22.12.37. Реабілітований військтрибуналом Прикарпатського ВО 18.03.58. (П — 5639, ДАХмО). - Сусляк Микола Никифорович, 1906 р., с. Калюс, українець, малописьменний, колгоспник. Заарештований 07.10.37. Звинувачення: антирадянська агітація. Кам’янець-Подільським прикордонним загоном НКВС 28.11.37 справу припинено, з-під варти звільнений. Реабілітований прокуратурою Хмельницької обл. 31.08.98. (П — 2704, ДАХмО). - Сусляков Олексій Іванович, 1910 р., с. Калюс, українець, освіта початкова, військовослужбовець. Заарештований 28.11.42. Звинувачення: антирадянська агітація. Особливим відділом НКВС 314-ї стрілецької дивізії 11.01.43 справу припинено, з-під варти звільнений. Реабілітований прокуратурою Хмельницької обл. 22.12.97. (П — 15453, ДАХмО). - Трохимчук Аверкій Дмитрович, 1901 р., с. Новосілки Рівненського пов. Волинської губ., українець, освіта середня спеціальна. Проживав у с. Калюс, агроном. Заарештований 22.01.25. Звинувачення: член контрреволюційної організації. Надзвичайною сесією Подільського губернського суду 23.05.25 справу припинено. Реабілітований прокуратурою Хмельницької обл. 05.01.98. (П — 11159, архів УСБУ). - Харіф Арон Ісаакович, 1907 р., с. Калюс, єврей, освіта середня спеціальна, військовослужбовець, член ВКП(б). Заарештований 21.10.49. Звинувачення: антирадянська агітація. Військтрибуналом Таврійського ВО 14.02.50 засуджений на 10 років позбавлення волі у ВТТ. Реабілітований Пленумом Верховного Суду СРСР 06.05.64. (П — 15504, архів УСБУ). - Харіф Герш Лейбович, 1893 р., с. Калюс, єврей, освіта початкова, бухгалтер тютюнової фабрики. Заарештований 20.03.38. Звинувачення: антирадянська агітація. Новоушицьким райвідділом НКВС 11.03.39 справу припинено, з-під варти звільнений. Реабілітований прокуратурою Хмельницької обл. 29.05.98. (П — 4048, ДАХмО). - Шойхет Петро Семенович, 1903 р., с. Калюс, єврей, освіта середня, військовослужбовець, член ВКП(б) до 1937 р. Заарештований 19.12.37. Звинувачення: член антирадянської диверсійно-шкідницької організації. Особливою колегією Верхового Суду СРСР 21.04.38 засуджений до розстрілу. Вирок виконаний. Реабілітований військколегією Верховного Суду СРСР 01.10.57. (П — 12000, ДАХмО). | |